# Traité de Paris (1623)
Pour les articles homonymes, voir Traité de Paris.
Le traité de Paris est un traité s’engageant à rétablir le territoire de la Valteline, signé le 7 février 1623 entre la France, la Savoie et Venise contre l’Espagne afin de tenter d’apporter une solution au conflit de la Valteline en tentant d’en chasser les forces espagnoles qui y étaient stationnées.

## Termes
Ce traité fait suite au traité de Madrid de 1621, conclu, un mois après la mort de Philippe III, à Madrid, le 25 avril 1621, entre la France et l’Espagne, sous la médiation du pape Grégoire XV, décidait la restauration de la souveraineté des Grisons dans la Valteline, et que les forts bâtis par les Espagnols seraient rasés, à la condition que le catholicisme y demeure la seule religion, et que le traité serait ratifié par les Grisons et garanti par les treize cantons suisses.
Le traité de Madrid n’ayant jamais été exécuté, la France signa, deux ans plus tard, ce traité avec Venise et la Savoie, qu’inquiétait le voisinage des Habsbourg visant à faire restituer la souveraineté de la Valteline aux Grisons. L’Espagne continua les négociations, en prenant un moyen terme, qui consistait à remettre les forts entre les mains de Grégoire XV, et à les y laisser jusqu’à l’entière résolution du différend. Louis XIII y consentit, mais les Espagnols ne remirent qu’une partie de la Valteline au marquis de Bagni, général du Pape. Le successeur de Grégoire XV, Urbain VIII continua la politique de son prédécesseur en proposant un traité qui avait pour base, comme celui de Madrid, le rétablissement de la souveraineté des Grisons. Cependant, l’Espagne, ne pouvant renoncer aux passages des Alpes, prétexta les intérêts de la religion catholique, opposés, disait-elle, à ce que des passages d’une aussi grande importance soient laissés entre les mains des hérétiques. Elle prétexta également la promesse qu’elle prétendait avoir faite aux Valtelins, de ne pas les laisser retomber sous le joug protestant pour faire trainer les négociations en longueur.
En février 1624, Urbain VIII fit un dernier effort pour empêcher la guerre d’éclater en proposant, à l’ambassadeur français à Rome, Nicolas Brulart de Sillery, un accommodement au terme duquel les passages seraient accordés aux Espagnols, les droits des Grisons limités, et les rois de France et d’Espagne deviendraient les protecteurs de la Valteline, mais Sillery n’ayant pas de pouvoirs suffisants pour le signer, il se borna à envoyer en France le projet de traité. Tout comme le traité de Madrid, ce traité n’aboutit pas et il fallut attendre la signature du traité de Monzón, conclu entre la France et l’Espagne, pour résoudre les enjeux soulevés par le conflit de la Valteline.